# Giheta
Giheta è un comune del Burundi situato nella provincia di Gitega con 73.017 abitanti (censimento 2008).

## Geografia antropica

### Suddivisioni amministrative
Il comune è suddiviso in 31 colline.